# Gísli Þorgautsson
Gísli Þorgautsson (Thorgautsson, m. 1015) fue un caudillo vikingo, escaldo y goði de Borgarfjörður en Islandia. Era el patriarca del clan familiar de los Gíslungar y tenía su hacienda en Þorgautsstöðum. Es un personaje de la saga Heiðarvíga, y la tardía saga Hellismanna (siglo XIX).
Aparece citado en Skáldatal, pero no ha sobrevivido mucho de su obra literaria, una breve estrofa de un lausavísur en métrica dróttkvætt.